# Cheiropachus scolyti
Cheiropachus scolyti är en stekelart som först beskrevs av William Harris Ashmead 1894.  Cheiropachus scolyti ingår i släktet Cheiropachus och familjen puppglanssteklar. Inga underarter finns listade i Catalogue of Life.